# Chórový oděv

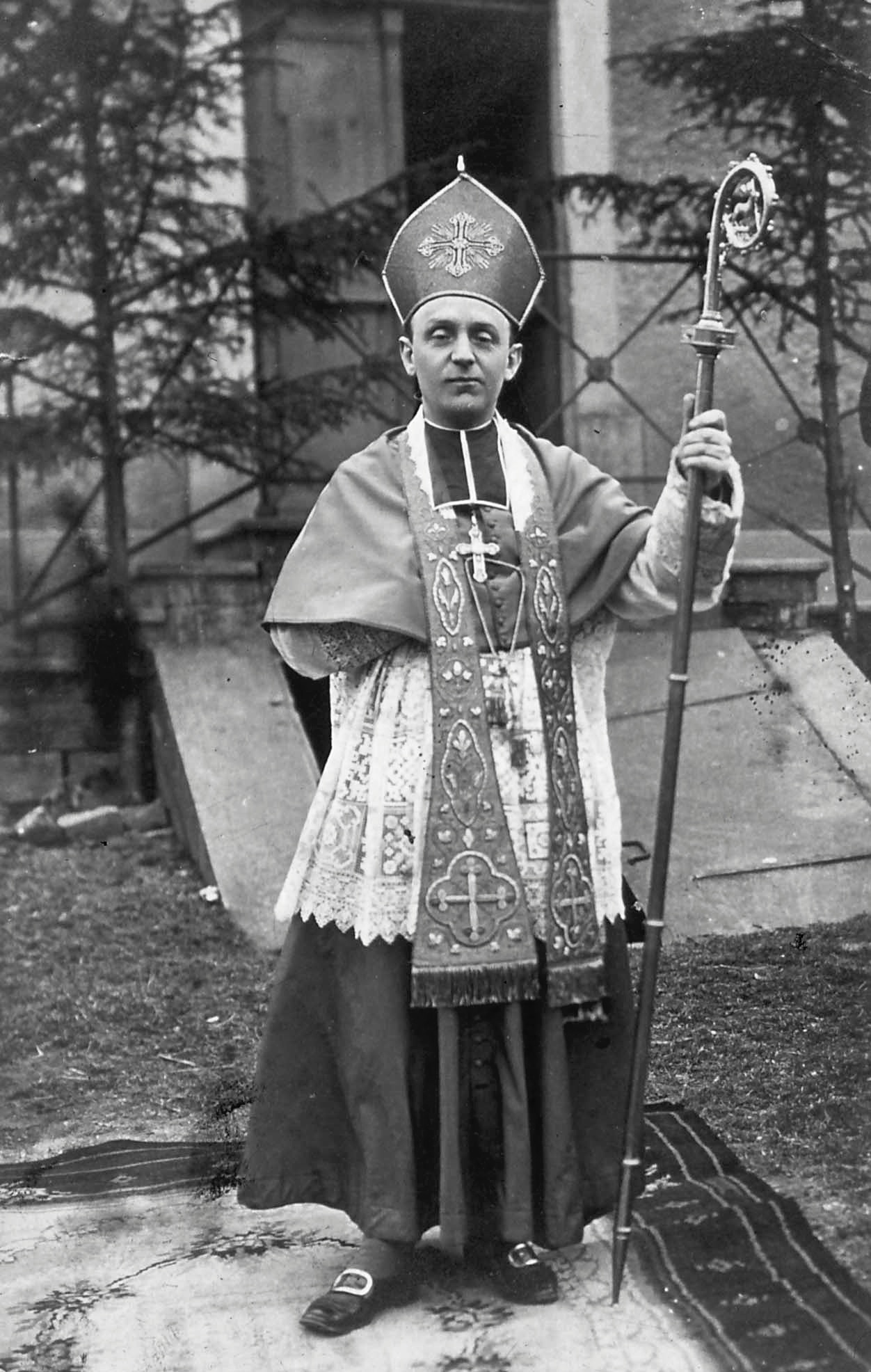
Mons. Ruch po biskupském svěcení v katolickém biskupském chórovém oděvu s dobovým kolárkem ve formě tabulek (r. 1913)

Chórový oděv je tradiční oděv kleriků, seminaristů a řeholníků křesťanských církví, který se nosí k veřejné modlitbě v chóru a udílení svátostí (svatých Tajin), s výjimkou slavení nebo koncelebrace eucharistie, kdy se užívá oděv liturgický. Liší se od roucha, které je užíváno při slavení eucharistie, protože je obvykle vyrobeno z látek, jako je vlna, bavlna nebo hedvábí, na rozdíl od jemných brokátů používaných na liturgických rouchách. Mohou jej nosit také laičtí asistenti, jako jsou akolyté a členové scholy. To bylo opuštěno většinou protestantských církví, které se vyvinuly z reformace šestnáctého století, zatímco v katolické církví a pravoslavných církvích jsou některé druhy chórových oděvů stále užívány.

## Historie
Stejně jako eucharistická roucha, chórový oděv původně pocházel z formálního světského oděvu římské říše z doby prvních staletí křesťanské éry. Toto přežilo v církevním použití i poté, co se světská móda změnila. Chórový oděv se liší od „domácího oděvu“, který se nosí mimo liturgický kontext (ať už v soukromí nebo veřejně na ulici).

## Užití

### Katolická církev
Chórový oděv v katolické církvi nosí jáhni, kněží, preláti, biskupové a kardinálové, když předsedají nebo slaví liturgii, která není mší, zejména pak liturgii hodin. Před Druhým vatikánským koncilem byl oděv propracovanější. Měl desítky druhů, střihů a barev. Po Druhém vatikánském koncilu byla pravidla jeho užití značně redukována; pro katedrální kapituly jsou však někdy uděleny výjimky, jakož i pro biskupy a kardinály.

### Pravoslaví
Chórový oděv duchovních v pravoslavných církvích, starobylých východních církví a východních katolických církvích je relativně podobný. Přes vnitřní sutanu (rasson nebo podrasnik) se nosí exorason s hlubokými rukávy  (rjasa), která je často černá, není to však podmínkou. 
V ruské pravoslavné církvi, ženatí duchovní často nosí šedou, zatímco klášterní duchovní nosí černou. Během velikonočního období často nosí mnišští i ženatí duchovní bílou vnitřní kleriku. Někteří ruští metropolité nosí bílou vnitřní rjasu a modrou mantii, když přijíždějí slavit archijerejskou božskou liturgii.
V pravoslaví a byzantském katolicismu nosí mniši černý plášť, mantii přes vnější kleriku. V řeckém použití se mantie obvykle nosí pouze při vykonávání určitých liturgických rolí; ve slovanském použití všichni mniši a jeptišky s hodností stavrofora nebo vyšší nosí mantie při každé bohoslužbě, pokud jsou ve svém vlastním klášteře . Mantie igumena (opata) je z černého hedvábí, mantie archimandrity nebo biskupa je z barevného hedvábí (konkrétní použití se bude lišit podle jurisdikce) a má na sobě čtyři čtvercové „tabulky“: dvě na krku a dvě u nohou. Biskupské mantie má navíc na sobě „řeky“: tři vodorovné pruhy buď zlaté (řecká praxe) nebo červenobílé (slovanské praxe).

## Galerie

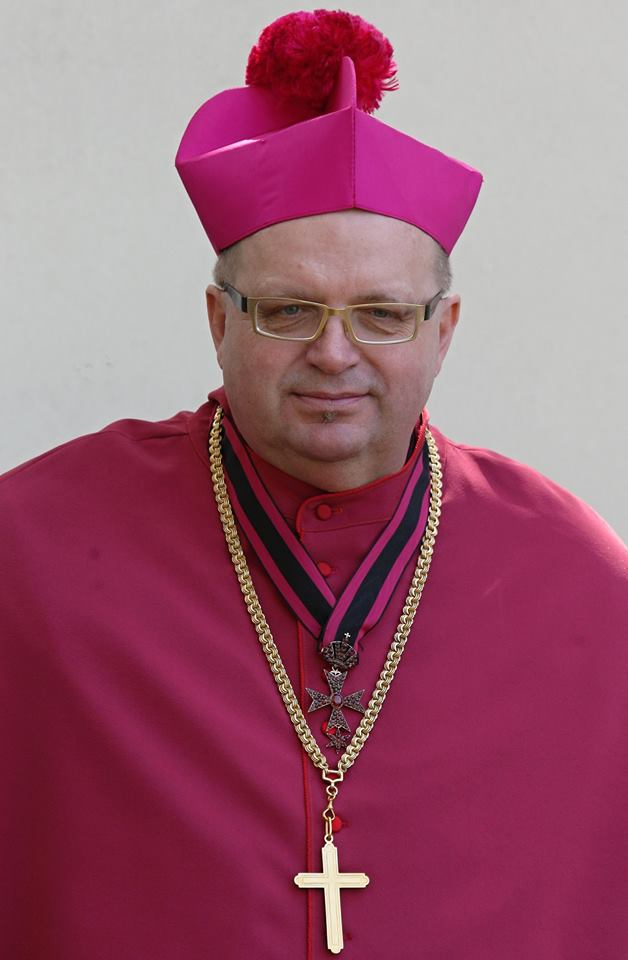
Římskokatolický probošt kapituly Jiří Hladík v chórovém oděvu
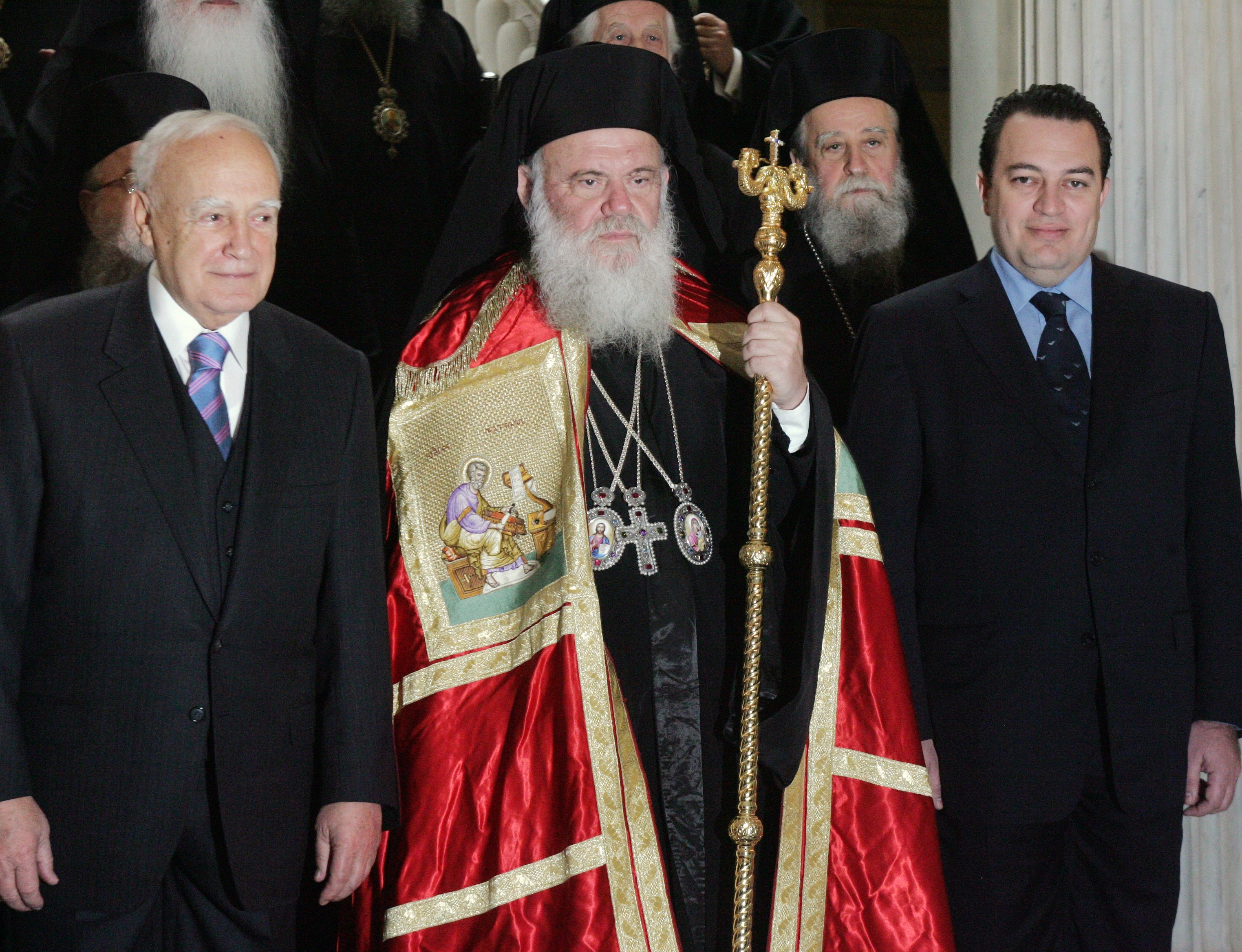
Arcibiskup Ieronymos II. Athénský v červené mantii řeckého stylu
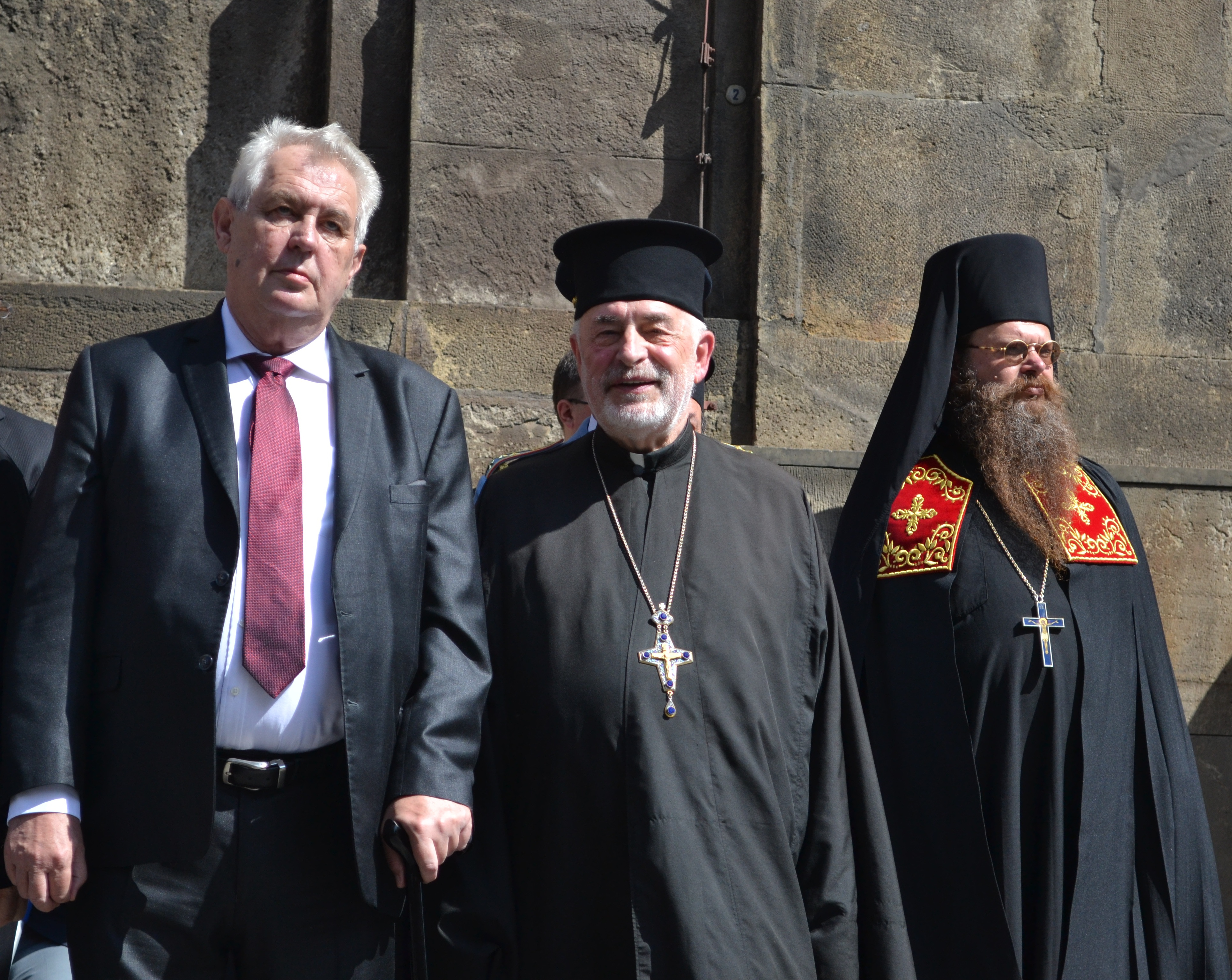
Prezident Zeman, protopresbyter Šuvarský a pravoslavný archimandrita Marek (Krupica) s černou mnišskou mantií slovanského stylu
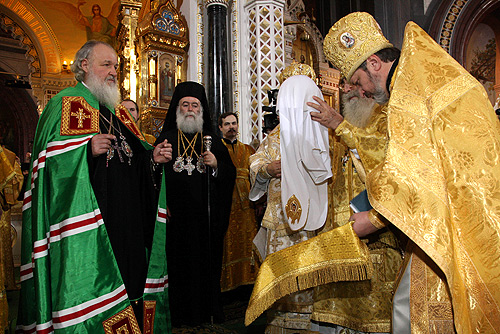
Pravoslavný patriarcha Kyrill v zelené mantii slovanského stylu